# 两个结合
两个结合是在2021年7月中共中央总书记习近平《庆祝中国共产党成立100周年大会上的重要讲话》以及2021年11月中共十九届六中全会《关于党的百年奋斗重大成就和历史经验的决议》提出的政治术语，指的是“把马克思主义基本原理同中国具体实际相结合、同中华优秀传统文化相结合”。

## 背景
中共十一届三中全会以来，中共官方话语一般讲的是“一个结合”，即“把马克思主义基本原理同中国具体实际相结合”。
2014年9月，习近平在纪念孔子诞辰2565周年国际学术研讨会暨国际儒学联合会第五届会员大会开幕式上说：“马克思主义基本原理必须同中国具体实际紧密结合起来，应该科学对待民族传统文化，科学对待世界各国文化，用人类创造的一切优秀思想文化成果武装自己。”2018年8月，在纪念马克思诞辰200周年大会上，习近平又说：“只有把科学社会主义基本原则同本国具体实际、历史文化传统、时代要求紧密结合起来，在实践中不断探索总结，才能把蓝图变为美好现实。”

## 评论
《人民日报》评论称如果马克思主义不能实现与中华优秀传统文化相结合，就有可能出现历史虚无主义、文化虚无主义等倾向，马克思主义也就无法融入中华文明。并引述习近平原话：如果没有中华五千年文明，哪里有什么中国特色？如果不是中国特色，哪有我们今天这么成功的中国特色社会主义道路？习近平多次强调中华优秀传统文化教育，引导学生树立和坚持正确的历史观、民族观、国家观、文化观，增强做中国人的志气、骨气、底气。习近平引用过的儒家话语包括：“建国君民，教学为先”“大学之道，在明明德”“尊师重教”“经师易得，人师难求”“德者，本也”等，提出了“教育是国之大计、党之大计”“四有好老师”“师德师风建设的四个相统一”“扣好人生第一粒扣子”等重要教育理念。